# Красноярский театр юного зрителя
Красноярский театр юного зрителя — один из ведущих молодёжных театров Сибири. Первый предназначенный для юных зрителей в Красноярском крае театр; был основан 7 декабря 1964 года в Красноярске. 

## История театра
Первая труппа театра состояла из выпускников Ленинградского государственного института театра, музыки и кинематографии.
В конце июля 1964 года в Красноярск во главе с режиссёром В. И. Галашиным, режиссёрами Г. М. Опорковым и В. П. Дориным приехала большая группа молодых актёров — Николай Олялин, Лариса Малеванная, Николай Королёв, Лев Бриллиантов, Юрий Затравкин, Валерий Косой и другие.
Среди первых постановок Красноярского ТЮЗа — сказка К. Гоцци «Ворон» режиссёра В. Доронина, «Моя старшая сестра» А. Володина режиссёра Г. Опоркова, «Океан» А. Штейна режиссёров В. Галашина и Л. Малеванной), «Вор в раю» режиссёра Г. Опоркова), «Мой бедный Марат» А. Арбузова режиссёра Л. Малеванной, «Продолжение легенды» А. Кузнецова режиссёра В. Галашина.
Весной 1965 года театр возглавил И. Р. Штокбант; в театре были поставлены спектакли «Красноярская баллада», «Слуга двух господ» К. Гольдони (режиссёр Г. Опорков), «Ревизор» Н. Гоголя (режиссёр И. Штокбант), «Глоток свободы» Б. Окуджавы (режиссёр И. Штокбант). Заведующим музыкальной частью был приглашён известный композитор и певец Александр Шемряков.
В 1968 году театр возглавил Юрий Александрович Мочалов. В это время в репертуар брали пьесы, которые прежде либо никто не ставил на советской сцене, либо ставили очень редко: «Питер Пен» Дж. Барри, «Фрол Скобеев» Д. Аверкиева, «Республика на колёсах» Я. Мамонтова и другие.
Яркий период творческой деятельности театра (1970—1972 годы) связан с именем Камы Гинкаса. Основная тема театра — становление личности на крупных изломах жизненного пути, в эпоху потрясений. Спектакли этого периода: «451 градусов по Фаренгейту» Р. Бредбери, «Кража» В. Астафьева, «Гамлет» У. Шекспира (К. Гинкас); «Сотворившая чудо» У. Гибсона (Г. Яновская).
Осенью 1972 года в театр пришёл новый главный режиссёр. А. Попов отдал Красноярскому ТЮЗу семь лет и прошёл вместе с ним длинный и трудный путь от начинающего режиссёра до зрелого мастера, удостоенного в 1979 году почётного звания «Заслуженного деятель искусств РСФСР». Главные удачи А. Попова связаны с постановкой классических произведений — «Гроза» А. Островского, «Тартюф» Мольера, «Ромео и Джульетта» У. Шекспира.С 1973 по 1975 г.г. в Красноярском ТЮЗе художником — постановщиком работал Шавловский С.С. Работы А. Попова в Красноярском ТЮЗе получили Всесоюзное признание. Спектакль «Власть тьмы» в числе лучших был представлен в ноябре 1978 года в Туле на заключительном показе театрального Фестиваля, посвящённого 150-летию со дня рождения Л. Н. Толстого. Жюри наградило дипломами режиссёра А. Попова, художника В. Копыловского, актеров А. Каткова, А. Ушакова, А. Новосёлова, И. Аристахову.
В 1980 году театр возглавил выпускник Государственного института театрального искусства имени А. В. Луначарского Александр Каневский. Вместе с ним пришли в театр главный художник Олег Фирер и Елена Тутова, обучавшаяся искусству режиссуры в ГИТИСе. Театр того времени был поэтическим. Александр Каневский был удостоен Премии Министерства культуры СССР за создание спектакля «Сирано де Бержерак», который по итогам Всесоюзного Фестиваля ТЮЗов в 1981 году был отмечен в числе лучших. Мюзикл «Тимур против Квакина» (постановка А. Попова) в 1980 году на Всесоюзном фестивале в Москве в честь 110-й годовщины со дня рождения В. И. Ленина был признан лучшим спектаклем года для подростков. Спектакли А. И. Каневского в Красноярском ТЮЗе: «Страсти по Варваре», «…С весной я вернусь к тебе», «Сирано де Бержерак», «Великий маленький король», «Свободные вариации на темы Сент-Экзюпери», «Горе от ума», «Легендарная личность», «Лети, всё горе, прочь!», «Счастье моё», «Приключения двух тигрят», «Рядовые», «Севильский цирюльник», «Двенадцатая ночь — тринадцатое утро…».
В разные годы главными режиссёрами театра были:
- Анатолий Ерин (постановки «Баня», «Белоснежка и семь гномов», «Дождь лил, как из ведра», «Весенние перевёртыши», «Красная Шапочка», «Друг мой, Колька», «Мораль пани Дульской»)
- Юрий Копылов («Нежданные гости», «Сказ о четырёх близнецах», «Ромео, Джульетта и тьма», худ.-постановщик Шавловский С.С.)
- Владимир Ветрогонов («Солдат Иван Чонкин», «Зверь», «Мой дорогой Журден», «Приключения Гекльберри Финна», «Праздничный сон до обеда», «Что тот солдат, что этот», «Все мыши любят сыр», «Бесы и мечтатели»)
- Владимир Берзин («Светит, да не греет», «Стеклянный зверинец», «Счастливая уловка», «Сваха»)
- Михаил Коган («Новенький», «Три толстяка», «Кортик», «На всякого мудреца довольно простоты», «Осенние вольнодумцы», «Завтра была война»)
- Виктор Бусаренко («Сон в летнюю ночь», «Маугли», «Терем-теремок», «Каскадёры», «Приключения Гекльберри Финна», «Жаннета», «Дракон»)

В 2001 году здание театра сгорело. Начался затяжной ремонт, продолжавшийся более пяти лет. Труппа в это время играла на альтернативной сцене, продолжая выпускать премьеры.
В разные годы в театре ставили спектакли Сергей Алдонин, Семён Александровский, Алла Васильева, Екатерина Гороховская, Алексей Крикливый, Тимур Насиров, Иван Орлов, Никита Рак, Олег Рыбкин, Полина Стружкова, Артём Терёхин, Никита Бетехтин, Александр Плотников, Юлия Каландаришвили.

## Труппа
В труппе театра пятьдесят актёров, среди которых мастера сцены и молодые перспективные артисты. Трое действующих актёров театра удостоены звания «Заслуженный артист Российской Федерации» (Анатолий Кобельков, Геннадий Стариков, Елена Пономарева). Состав действующей труппы театра.
В разные годы в театре работали народная артистка России Лариса Малеванная; заслуженные артисты России Жанна Хрулёва, Игорь Данюшин, Александр Катков, Андрей Ушаков.

## Театр в настоящее время
С сентября 2011 года главный режиссёр, с 2016 художественный руководитель театра — Роман Феодори. Главный художник — Даннил Ахмедов.
В 2012 году Красноярский ТЮЗ признан особо ценным культурным объектом Красноярского края.
Театр осуществляет интересные социально-творческие проекты: документальный спектакль «Подросток с правого берега» (2012), драматургическая лаборатория для подростков «ClassAct» (2013), инклюзивный проект «Человеческий голос» с участием слабослышащих детей (2014).  ТЮЗ развивает программу театральной педагогики с экскурсиями по закулисью, литературными чтениями, мастер-классами и театральными уроками.
В театре функционируют три сцены: основная сцена (вместимость зрительного зала — 332 места), малая сцена и трансформируемая площадка Blackbox.
В 2015 году в Красноярском ТЮЗе открылся Букхолл – книжный магазин и литературная гостиная. Затем появились Кинохолл и Арт-кафе – новые камерные площадки, на которых проходят читки пьес, творческие встречи, показы моноспектаклей, авторских программ, видеоверсий ушедших из репертуара постановок. Театр предлагает разные формы интеллектуального досуга для детей и молодёжи. 
В 2016 году ТЮЗ впервые провёл Фестиваль театра юного зрителя «Язык мира». С 2020 года театр проводит конкурс творческих заявок на создание спектаклей "Арт-маркет". Конкурс предлагает профессиональным постановщикам разработать замысел спектакля, представить идею постановки экспертам и руководителям театров России и получить приглашение на создание заявленного спектакля.
Красноярский театр юного зрителя одним из первых в России начал осваивать направление визуального театра и создавать зрелищные, высокотехнологичные спектакли большой формы для детей. Театр продвигает современные театральные практики и работает с пространством, создавая к спектаклям масштабные инсталляции («Алиsа», «Гоголь. Экспонаты»).
С 2011 года в Красноярском театре юного зрителя проходит Лаборатория актуальной драматургии и режиссуры «ВЕШАЛКА». Идейным вдохновителем и художественным руководителем лаборатории является театральный деятель Олег Лоевский. Ежегодно в театр приглашают режиссёров, которые за несколько дней создают эскизы спектаклей на заданную тему и показывают их зрителям. После показов проходят обсуждения, где мнение высказывают зрители и театральные критики. По результатам лаборатории руководство может выбрать эскиз, который впоследствии станет спектаклем и войдёт в репертуар.
В текущем репертуаре театра спектакли по классическим произведениям русской и зарубежной литературы, а также пьесам современных авторов; постановки для взрослых и детей разных возрастов (в том числе интерактивные спектакли). Актуальный репертуар на сайте театра.

## Награды и премии
- Премия Правительства Российской Федерации имени Фёдора Волкова за вклад в развитие театрального искусства Российской Федерации (17 декабря 2021 года)[5]
- Диплом регионального театрального фестиваля «Ново-Сибирский транзит» в номинации «Лучшая работа режиссёра» (спектакль «Ипотека и Вера, мать её») — С. Александровский;
- Приз «Хрустальная маска» краевого Фестиваля «Театральная весна» в номинации «Лучшая работа режиссёра» (спектакли «Наташина мечта», «Сказка о Мёртвой царевне») — Р. Феодори
- Спектакль «Снежная Королева» получил четыре номинации на Национальную театральную премии «Золотая маска»[6]. Во внеконкурсной программе Фестиваля в разные годы были представлены спектакли театра «Собаки-якудза», «Наташина мечта», «Ипотека и Вера, мать её» и «Подросток с правого берега».
- Спектакль «Алиsa» получил специальную премию жюри Фестиваля «Золотая Маска» 2016 года в разделе драматический театр и театр кукол «За яркий образец спектакля-феерии»[7].
- Спектакль  «Биндюжник и Король» на Фестивале «Золотая Маска» в 2017 году удостоен награды как лучший спектакль в разделе «оперетта-мюзикл»[8].
- В номинации «оперетта-мюзикл / работа режиссёра» лауреатом Фестиваля «Золотая Маска» в 2017 году стал Роман Феодори – режиссёр-постановщик спектакля «Биндюжник и Король»[9].